# Владимир Димитров (политик)
Вижте пояснителната страница за други личности с името Владимир Димитров.
Владимир Митакиев Димитров е български политик и адвокат, издавал заедно с брат си Иван Димитров вестник „Политика“.
Адвокатства в Босилеград, след което се установява в Кюстендил. След Първата световна война председателства кюстендилската организация на Демократическата партия, а след деветоюнския преврат е сред учредителите на Демократическия сговор. Най-яркият противник на БКП и БЗНС до деветнадесетомайския преврат в Кюстендилско, а по време на Втората световна война – и на Отечествения фронт.
Разстрелян без съд и присъда след деветосептемврийския преврат.